# 名城ラリータ
名城 ラリータ（なしろ ラリータ、1976年7月22日 - ）は、日本のテレビプロデューサー、ディレクター。フジクリエイティブコーポレーション（FCC）所属。沖縄県出身。日本大学芸術学部卒業。

## 来歴
子供の頃に見た『夢で逢えたら』のオープニング映像に衝撃を受け、テレビ業界を志す。また沖縄の伝説的なコント番組『お笑いポーポー』にも影響を受けたという。
元々はドラマが作りたかったというが、2000年にフジテレビジョンバラエティ第二制作部に配属されて最初に担当したのが『森田一義アワー 笑っていいとも!』のアシスタントディレクターで、そこでバラエティ番組の凄さを感じ、番組制作の基礎から企画をすぐ形にする瞬発力を勉強したという。『いいとも』では後に水曜日担当のディレクターを任されるようになり、タモリから“セオリー”を壊すことがバラエティの醍醐味であり面白さであることと、きちんと冷静に物事を見極めた上で面白いことを考えるのがディレクターの正しい姿であることを教わる。
その後、『SMAP×SMAP』でもチーフADを担当し、木村拓哉と当時高校生だった宮里藍のゴルフ対決での木村の態度に物申したことがきっかけで逆に木村からオファーを受け、『SMAP×SMAP』でディレクターデビューとなり複数のコントコーナーを手掛けた。
後に『全力!脱力タイムズ』で総合演出として参加。報道番組の体を崩したシュールなコントスタイルの番組作りが話題を呼んでいる。2019年4月からはプロデューサー兼務の制作総指揮名義で番組に携わっている。

## 人物
- いわゆるイケメンと言われる。『いいとも』担当時代の2009年、放送作家の鈴木おさむが自身のブログで「スタッフの男性はそうは思わないが」「彼（名城）のことが格好いいと思ったらコメントを下さい」と呼びかけたところ、すぐに多数のコメントが集まりイケメン認定せざるを得なくなった[4]。
- 2011年に『もしもツアーズ』に出演していたタレントのギャル曽根と結婚[5]。彼女の手料理のおかげで15kgの減量に成功した[6]。結婚翌年に第一子が誕生。2016年1月に第二子が[7]、2023年11月に第三子が誕生[8]し、一男二女の父となった。

## 担当番組
- 森田一義アワー 笑っていいとも!（フジテレビ系）
- SMAP×SMAP（フジテレビ系）
- ココリコミラクルタイプ（フジテレビ系）
- もしもツアーズ（フジテレビ系）
- 全国一斉!日本人テスト（フジテレビ系）
- 写ねーる（NHK BSプレミアム）
- 今、この顔がスゴい!（TBS系）
- オモクリ監督（フジテレビ系）
- 冗談手帖 → 冗談騎士（BSフジ）
- 有田P おもてなす（NHK）[1]
- 全力!脱力タイムズ（フジテレビ系）
- 千鳥のクセがスゴいネタGP → 千鳥のクセスゴ!（フジテレビ系）
- キャイ〜ンのティアちゃんねる（動画配信）
- 有田哲平の引退TV（ABEMA SPECIALチャンネル）[9]

## 出演番組
- いきざま大図鑑（日本テレビ系、2022年12月14日）[10]
- ギャル曽根ファミリーのまんぷく家族旅（TBS系、2024年4月22日・29日）[11][12]
- 突然ですが占ってもいいですか?（フジテレビ系、2025年4月21日）